# André Vingt-Trois
André Armand Vingt-Trois (pronunțat [andʁe aʁmɑ̃ vɛ̃‿tʁwa], n. 7 noiembrie 1942, Paris, Franța sub ocupație nazistă – d. 18 iulie 2025, Paris, Franța) a fost un cardinal francez, arhiepiscop emerit al Arhidiecezei de Paris și fost președinte al Conferinței Episcopilor din Franța (CEF) (2007-2013).

## Biografie

### Tinerețea și începutul carierei ecleziastice
André Armand Vingt-Trois s-a născut la Paris în arondismentul al cincilea, într-o familie originară din Franche-Comté. Tatăl său era Armand Vingt-Trois, iar mama sa era Paulette Vuillamy. Numele său de familie sub formă de număr a fost dat, se pare, unui străbun abandonat. Ar putea fi: 
„numărul unei uși sau numărul unui pat sau numărul unei zile”—Cardinal André Vingt-Trois, Une mission de liberté, entretiens avec Pierre Jouve, Denoël, 2010, ISBN 978-2-20726187-3.
.
După studii la Liceul Henri IV, a intrat în 1962 la seminarul Saint-Sulpice, la Issy-les-Moulineaux. A fost hirotonit preot la 28 iunie 1969 de către cardinalul François Marty, apoi a fost numit vicar al parohiei Sainte-Jeanne de Chantal din cel de-al XVI-lea arondisment al Parisului, al cărui preot era Jean-Marie Lustiger. În 1974 a fost numit director la seminarul de la Saint-Sulpice, unde a predat teologia Sfintelor Sacramente (teologia Sfintelor Taine).
Când Jean-Marie Lustiger a devenit arhiepiscop al Parisului, acesta l-a numit pe André Vingt-Trois vicar general, calitate în care a contribuit la toate inițiativele de început de episcopat ale cardinalului Lustiger (École cathédrale de Paris, Radio Notre-Dame, redecuparea sectoarelor parohiale, revizuirea formării preoților). La 25 iunie 1988 a fost numit episcop auxiliar de Paris, cu titlul de episcop titular de Thibilis, și hirotonit la 14 octombrie 1989.
A fost membru al Consiliului Pontifical pentru Familie din februarie 1995.
În noiembrie 1998 a fost ales președinte al Comisiei Episcopale pentru Familie.

### Arhiepiscop de Tours, apoi de Paris
La data de 21 aprilie 1999 a fost numit arhiepiscop de Tours.
Fiind discipol al cardinalului Lustiger, al cărui adjunct a fost 18 ani, a fost numit arhiepiscop de Paris de către papa Ioan Paul al II-lea, la data de 11 februarie 2005, ziua sărbătorii Notre-Dame de Lourdes. El succede cardinalului Lustiger care era în funcție din 2 februarie 1981 și care demisionase la vârsta de 75 de ani, după cum cere regulamentul.  Monseniorul André Vingt-Trois a fost instalat la 5 martie 2005 devenind astfel cel de-al 30-lea arhiepiscop al Parisului.
La 9 martie 2007 a fost numit membru al Congregației pentru Episcopi de către papa Benedict al XVI-lea.
A dat cuminecarea (împărtășania) și a administrat mirugerea (maslul) cardinalului Lustiger, cu puțin timp înainte de decesul acestuia, la 5 august 2007. A doua zi, 6 august 2007, cardinalul Vingt-Trois a celebrat o mesă nocturnă la Catedrala Notre-Dame din Paris pentru odihna sufletului defunctului cardinal.
La 5 noiembrie 2007 a fost ales președinte al Conferinței Episcopilor din Franța (CEF).
André Vingt-Trois a fost creat cardinal-preot, cu titlul de Saint-Louis-des-Français, în Consistoriul din 24 noiembrie 2007. Anunțul a fost făcut de papa Benedict al XVI-lea, la 17 octombrie 2007.
A fost membru al Congregației pentru Episcopi, al Consiliului Pontifical pentru Pastorala Migranților și Persoanelor în Deplasare și al Comitetului Președinției Consiliului Pontifical pentru Familie.
La 25 iulie 2012 a trimis episcopilor din Franța o scrisoare conținând o propunere națională de rugăciune pentru Franța cu ocazia sărbătorii Adormirea Maicii Domnului (15 august).
Din 2012 a fost membru al Congregației pentru Bisericile Orientale.

### Decorații
- Monseniorul André Vingt-Trois a fost promovat ofițer al Legiunii de Onoare, la 21 ianuarie 2012.

## Scrieri
- Alain Norvez, Maïten Court, et André Vingt-Trois, Dossier cohabitation juvénile, Paris, Éditions Chalet, 1989, 190 p. (ISBN 978-2-7023-0311-5)
- André Vingt-Trois, Connaître la foi catholique, Paris, Éditions Le Sénévé, 2000 (ISBN 978-2-910812-55-3)
- André Vingt-Trois, Le petit guide de la Foi catholique, Paris, Éditions Le Sénévé, 2001 (ISBN 978-2-283-73147-5)
- André Vingt-Trois, La famille, Paris, Éditions Fleurus, coll. « Parole d'Église », 2002 (ISBN 978-2-7289-1014-4)
- André Vingt-Trois, collectif, Voici l'homme: Conférences de Carême à Notre-Dame de Paris, Les Plans, Suisse, Éditions Parole et Silence, 2006, 161 p. (ISBN 978-2-84573-399-2)
- Claude Dagens, Pierre Faure, Hélène Bricout, et André Vingt-Trois, Le sacrement de mariage: Guide pastoral du nouveau Rituel, Paris, Éditions du Cerf, 2006, 169 p. (ISBN 978-2-204-08106-1) (OCLC 469660058)
- André Vingt-Trois, Les signes que Dieu nous donne, Les Plans, Suisse, Éditions Parole et Silence, 2007, poche, 168 p. (ISBN 978-2-84573-601-6)
- André Vingt-Trois, Croire, espérer, aimer, Paris, Presses de la Renaissance, 2007, 343 p. (ISBN 978-2-7509-0364-0) (LCCN 2008366191)
- Alain Norvez, Maïten Court, et André Vingt-Trois, L'Espérance Portée par l'Église et le Témoignage des Chrétiens, Neuilly, France, Éditions de l'Emmanuel, 2008
- André Vingt-Trois et Michel Cool, La liberté dans la foi: Entretiens avec Michel Cool, La Tour d'Aigues, France, Éditions de l'Aube, coll. « Monde en cours/A voix nue », 2008, 123 p. (ISBN 978-2-7526-0509-2)
- André Vingt-Trois, collectif, Qui dites-vous que je suis ? : Conférences de Carême à Notre-Dame de Paris, Les Plans, Suisse, Éditions Parole et Silence, 2008, 157 p. (ISBN 978-2-84573-646-7)
- André Vingt-Trois, Évêques, prêtres et diacres: Année du Sacerdoce, Montréal, (Québec), Canada, Éditions Médiaspaul, 2009, 166 p. (ISBN 978-2-7122-1111-0)
- André Vingt-Trois, collectif, Qu'est-ce que la vérité?, Les Plans, Suisse, Éditions Parole et Silence, 2009, 151 p. (ISBN 978-2-84573-760-0)
- André Vingt-Trois, Une mission de liberté: entretiens avec Pierre Jouve, Paris, Éditions Denoël, coll. « Hors collection », 2010 (ISBN 978-2-207-26187-3)
- André Vingt-Trois, Prier: pourquoi ? Comment ?, Paris, Éditions Pocket, 2010, 122 p. (ISBN 978-2-266-21112-3)
- André Vingt-Trois, collectif, La famille: héritage ou avenir ? : Conférences de carême à Notre-Dame de Paris, Paris, Éditions Parole et Silence, 2011, 198 p. (ISBN 978-2-84573-924-6)
- André Vingt-Trois, La famille, un bonheur à construire: des couples interrogent l'archevêque de Paris, Paris, Éditions Parole et Silence, 2011, 186 p. (ISBN 978-2-84573-905-5)
- André Vingt-Trois, Quelle société voulons-nous ?, Paris, Éditions Pocket, 2012, 158 p. (ISBN 978-2-266-22579-3)

## Legături  externe
- fr  Notices d’autorité: Système universitaire de documentation
- fr  Bibliothèque nationale de France
- en  WorldCat
- en  Fișier de autoritate internațional virtual
- fr  Site officiel de l'Archevêché de Paris : toutes les interviews, interventions et homélies du Cardinal André Vingt-Trois
- fr  Article Vingt-Trois Arhivat în 3 martie 2016, la Wayback Machine. în Géopatronyme
- fr  Biographie officielle sur le site de la conférence épiscopale
- en  André Vingt-Trois